# Abriss (Bauwesen)

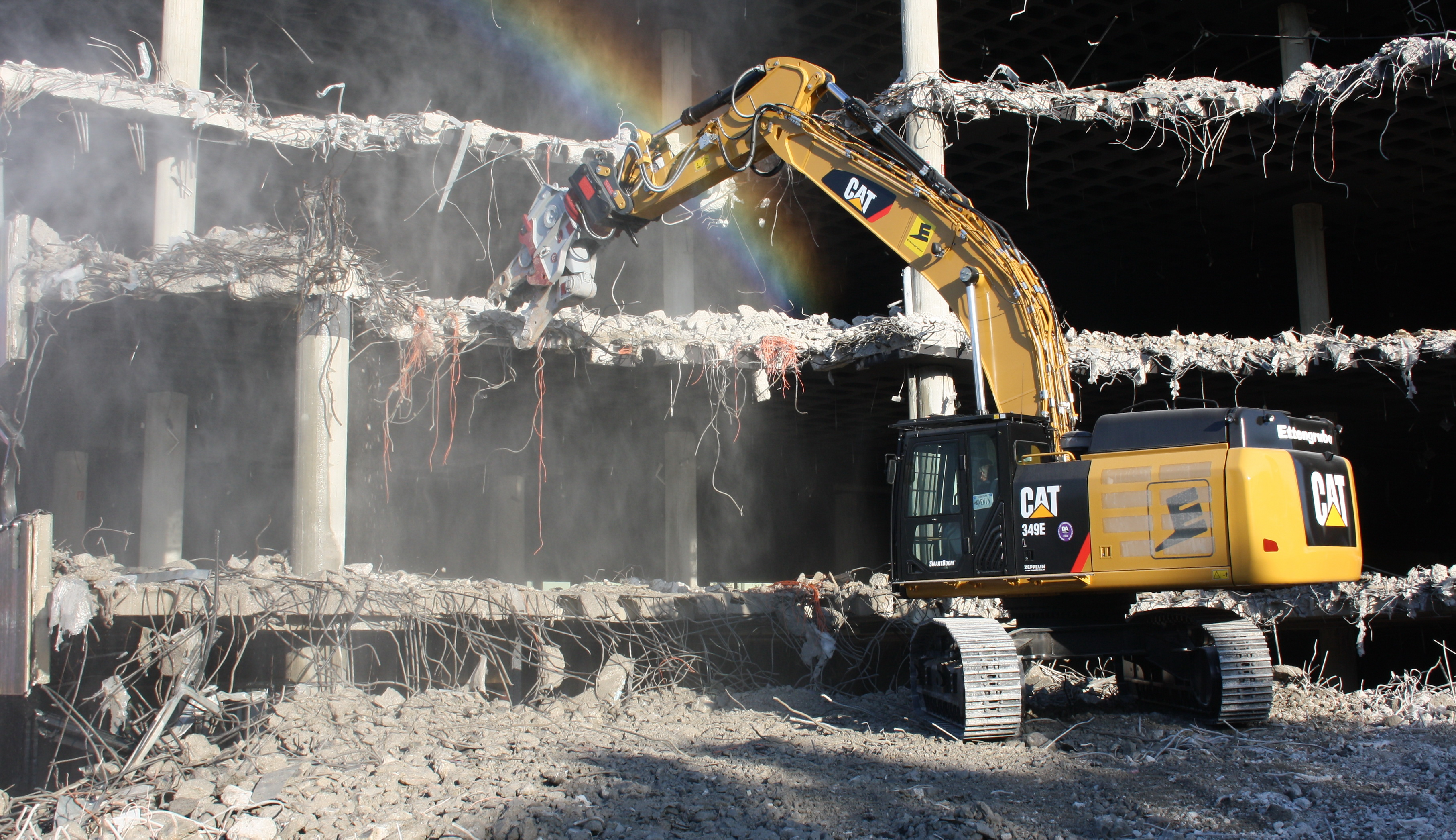
Konstruktiver Abriss eines Bürogebäudes

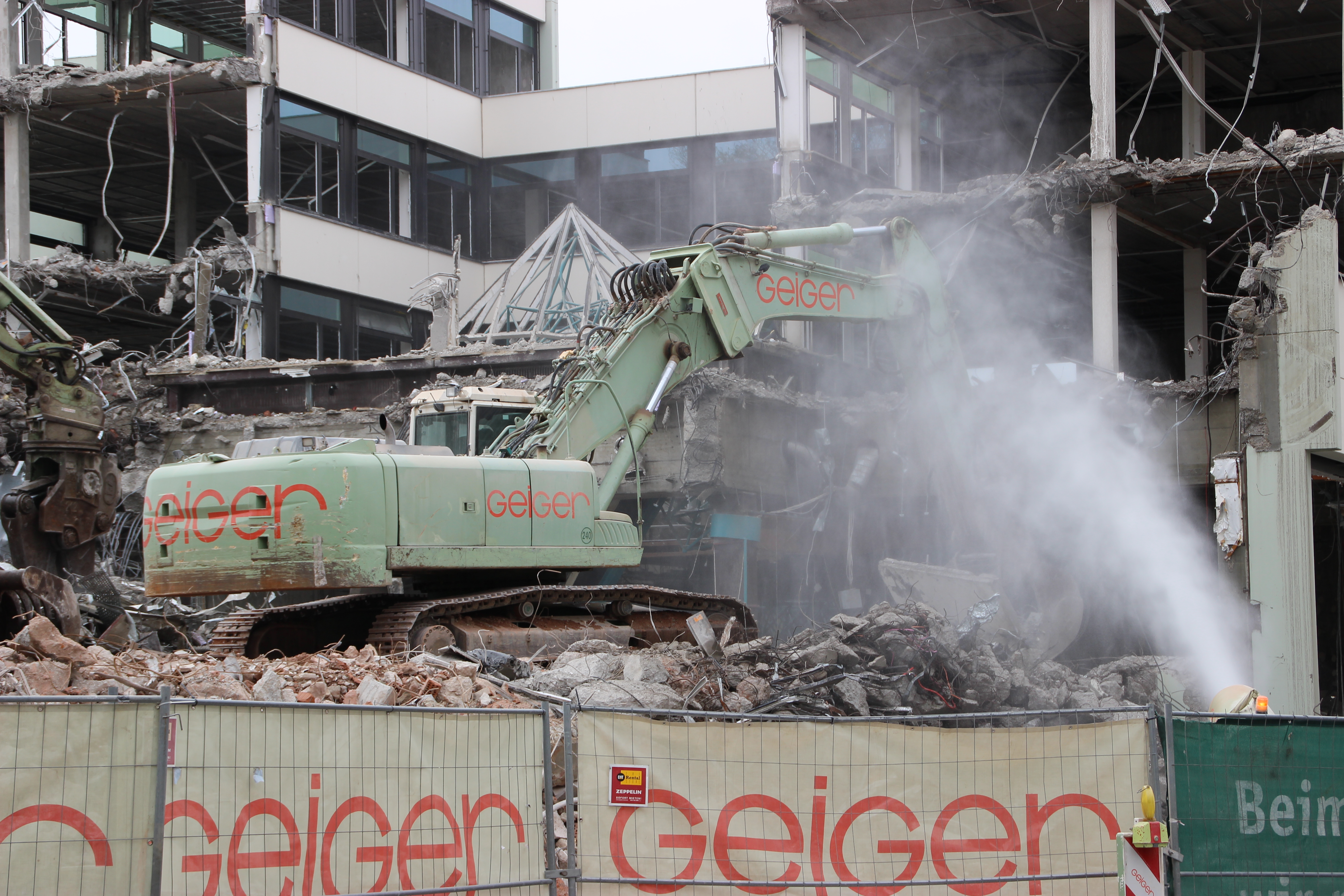
Während des Abrisses wird Wassernebel auf die Abrissstelle gesprüht, damit sich der feine Staub nicht über eine weite Fläche verbreitet.

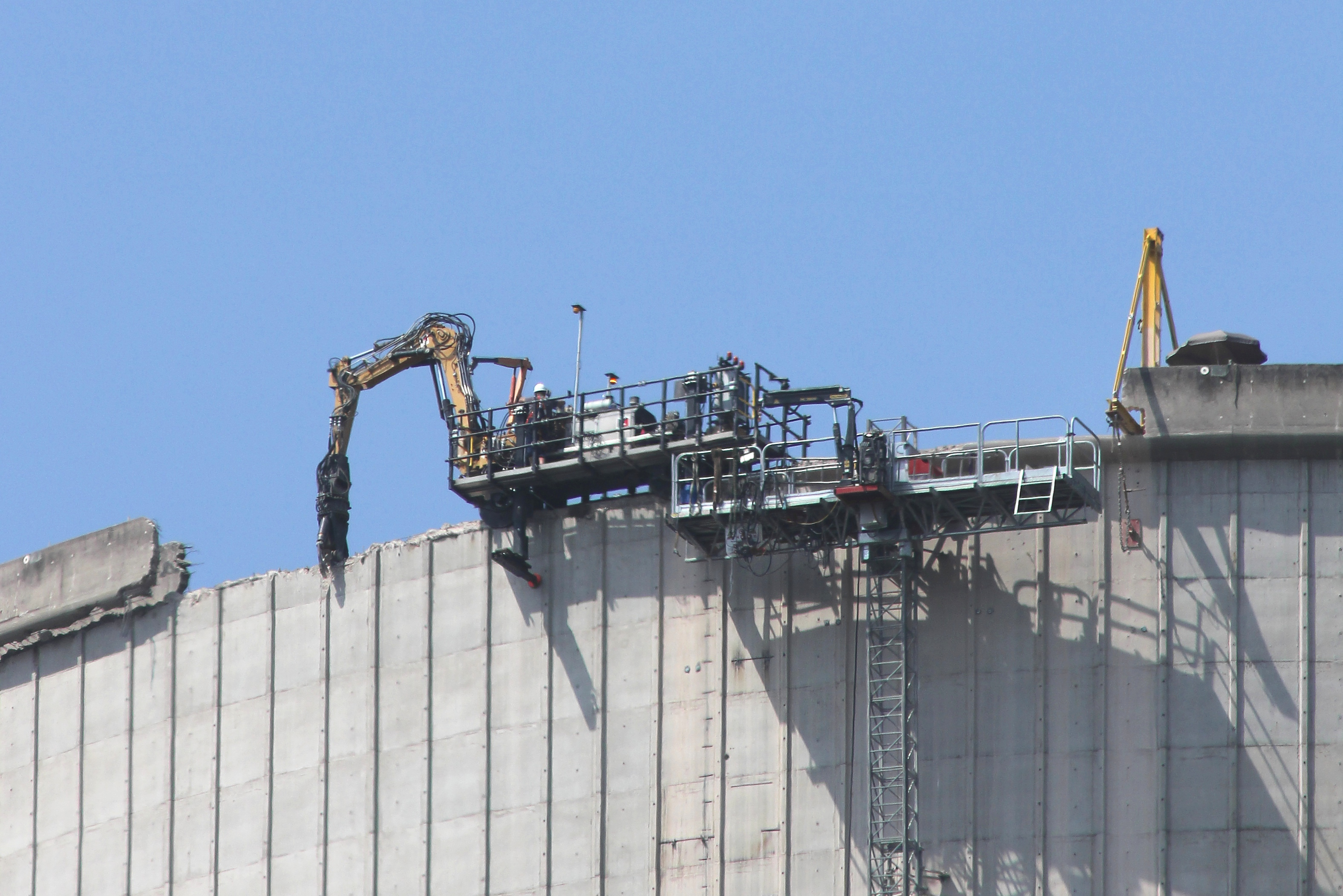
Prototyp einer Maschine mit Abbruchzange am Kühlturm des Kernkraftwerks Mülheim-Kärlich, 2018

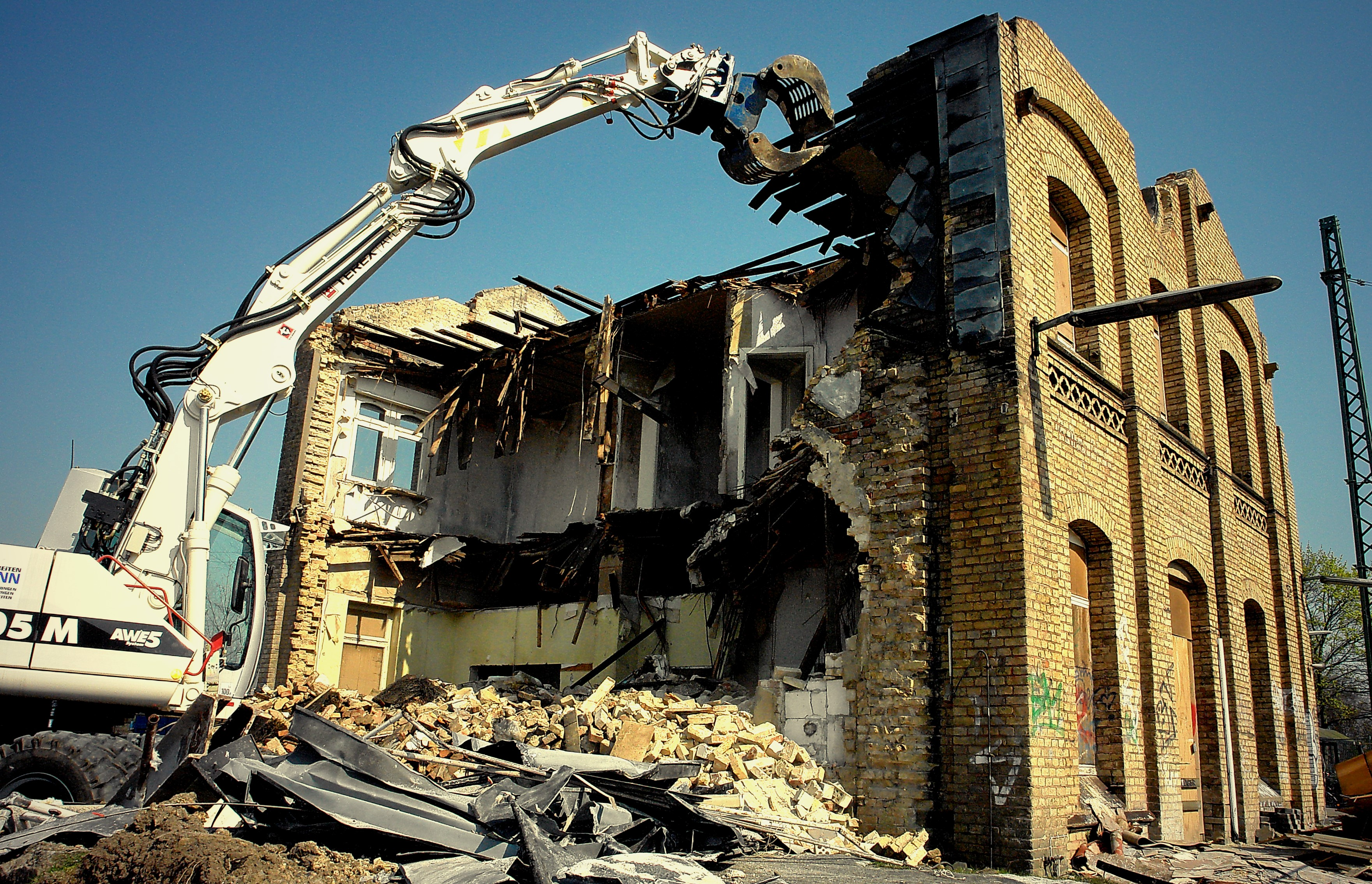
Die Zange kam auch beim Bahnhof Nottuln-Appelhülsen zum Einsatz

Abriss, Abbruch oder Rückbau, österreichisch auch Demolierung, bezeichnet im Bauwesen das komplette oder teilweise Zerstören und Entsorgen von Bauwerken aller Art. Der Abriss selbst erfolgt durch Verfahren wie Einreißen, Abtragen, Demontieren, Zerschlagen (Abrissbirne) oder den Einsatz von kontrollierten Sprengungen. Bei größeren Bauten wird die Sprengung bevorzugt, sofern es die örtlichen Gegebenheiten erlauben. Sollen nur Teile abgerissen werden, so kommen eher „sanfte“ Abrissgeräte wie Wandsägen und Kernbohrgeräte zum Einsatz.

## Allgemeines
Für die meisten Abrissarbeiten sind besondere Abrissgenehmigungen erforderlich, in denen das Abrissverfahren genau beschrieben wird. Auch bei einem Teilabriss innerhalb eines Hauses kann eine Abrissgenehmigung erforderlich werden, insbesondere wenn tragende Bauteile entfernt werden sollen oder wenn brandschutzrelevante Bauteile von den Abrissmaßnahmen betroffen sind. Gegebenenfalls ist für einen Abriss auch ein statischer Nachweis erforderlich.
Oft wird abgerissen, um auf der frei gewordenen Fläche ein neues Bauwerk zu errichten. Beim teilweisen Abriss gibt es anschließend oft Veränderungen in Form und Qualität der Bausubstanz. Da nicht nur beim Abriss, sondern auch bei einem zum Abriss vorgesehenen Bauwerk oder Abbruchhaus besondere Gefahren auftreten, ist die Absicherung gegen unbefugtes Betreten besonders wichtig. Schwierige Abrissvorhaben (z. B. Abriss mit Großgerät, Sprengen usw.) dürfen erst beginnen, wenn eine schriftliche Abrissanweisung des Abrissunternehmers auf der Baustelle vorliegt. Diese Arbeiten werden durch Bauwerksmechaniker für Abbruch und Betontrenntechnik durchgeführt. Die geplanten Sicherheits- und Gesundheitsschutzmaßnahmen sind mit dem Sicherheits- und Gesundheitsschutzkoordinator (SiGeKo) abzustimmen. Dabei liegt der Schwerpunkt der je nach Abrissprojekt individuell bestimmten Maßnahmen zum einen darauf, die Statik umstehender Gebäude zu garantieren. Zum anderen muss sichergestellt sein, dass Anwohner, Passanten sowie die auf der Baustelle befindlichen Personen keinen Gefahren ausgesetzt werden. Um für eine saubere und staubfreie Atemluft zu sorgen, sind oftmals Wassersysteme im Einsatz, um die beim Abriss entstehenden Staubmengen zu binden.
Gerade bei Betonbauten kann der Abriss ein Prozess von Monaten mit großer Lärm- und Staubentwicklung sein. Eines der bekanntesten Beispiele ist der von 2006 bis 2008 betriebene Abriss des Palasts der Republik in Berlin.

## Abriss, Abbruch und Rückbau
Die Bezeichnungen Abriss, Abbruch und Rückbau werden synonym verwendet. Sie werden oft in Verbindung mit den Adjektiven geordnet, systematisch oder selektiv verwendet. Allerdings handelt es sich hierbei insofern um eine Tautologie bzw. einen Pleonasmus, als bei einem Abriss immer geordnet, systematisch und selektiv vorgegangen wird.
In der Praxis hat sich der Begriff „Rückbau“ durchgesetzt, da er weniger brutal klingt (siehe auch Euphemismus).
Abhängig von der Art der Gebäudesubstanz wird unterschieden: Der nicht-konstruktive Abbruch wird auch Entkernung genannt und ist meist vor dem „eigentlichen“ konstruktiven Abbruch notwendig. Bei ihm bleibt die statische Gebäudestruktur erhalten und es werden nur nicht tragende Bauelemente entfernt, z. B. nicht tragende (Trockenbau-)Trennwände, Deckenabhängungen, Fußbodenbeläge, Türen, Fenster, Wand- und Deckenbeläge usw.
Beim konstruktiven Abbruch werden dagegen konstruktive (= tragende, statisch relevante) Bauteile abgerissen. Das sind vor allem Stahlbeton und Mauerwerk (siehe Baustatik).
Zum Rückbau wird gelegentlich auch die Entrümpelung (Räumung) gezählt, also das Entfernen aller losen Teile im Gebäude, sodass es leer ist.

## Abrissverfahren
Die unterschiedlichen Abrissverfahren, die einzeln und kombiniert angewendet werden können, lauten wie folgt:
| - Abgreifen - Einschlagen - Eindrücken - Einziehen - Stemmen - Pressschneiden - Scherschneiden - Spalten | - Zerlegen (Demontieren) - Sprengen - Bohren - Sägen - Thermisches Trennen (Brennen, Sauerstoffkernlanze) - Fräsen - Hochdruckschneiden und -fräsen Bisweilen wird eine Abrissbirne verwendet |

### „Warmer Abriss“
Unter einem „Warmen Abriss“ versteht man die Beseitigung des Bauwerkes durch Feuer legen. Dieses geschieht heute am ehesten durch kriminelle Brandstiftung, bis in die 1970er Jahre hinein konnte dies gelegentlich auch als zulässiges, kostengünstiges Abbruch- und Entsorgungsverfahren genutzt werden, solange umliegende Bauwerke und Flächen nicht gefährdet waren.

## Bauwerke

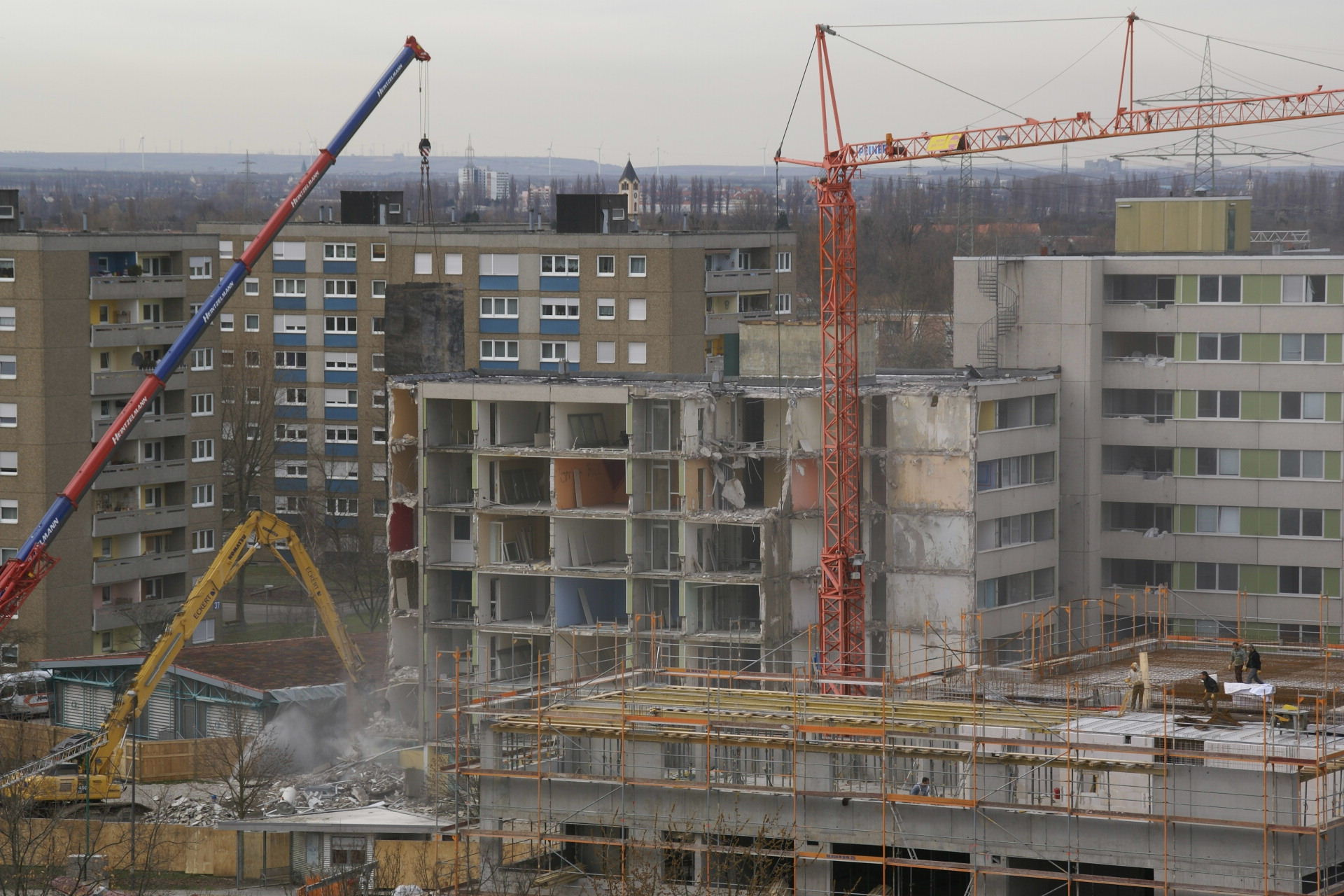
Abriss einer Hochhauskette in Ludwigshafen-Pfingstweide, 2009

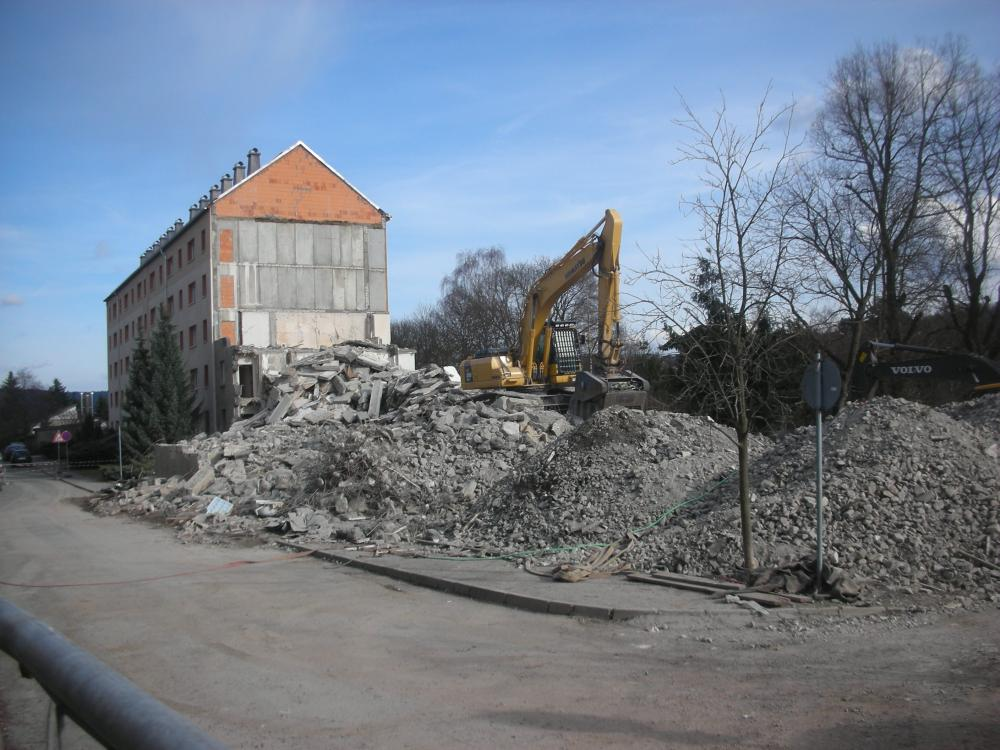
Abriss eines Wohnhauses in Markneukirchen, 2010

Mit dem Abriss baulicher Anlagen ist sowohl der kontrollierte Abriss kompletter Gebäude als auch von An- und Umbauten sowie von Etagen gemeint.
Der Abriss von Kraftwerken, insbesondere von Kernkraftwerken, und auch dessen Finanzierung galt lange Zeit als ungelöstes Problem – unter anderem deshalb, weil bei der Planung und beim Bau der Anlagen offensichtlich niemand an einen Abriss nach der endgültigen Abschaltung dachte.
Seit dem Zweiten Weltkrieg wurden in Europa viele tausend Kilometer Bahnstrecken stillgelegt und danach abgebaut. Einige von ihnen wurden zu Radwanderwegen. Auch Gleisanschlüsse von Industriebetrieben („Industriegleis“) wurden so demontiert.

## Städtebau und Landesplanung
Umfangreiche, teilweise flächenhafte Rückbaumaßnahmen fanden in Frankreich in den Vororten großer Städte und im Osten Deutschlands nach der Wiedervereinigung statt. In Frankreich sollte der Abriss vor allem soziale Probleme beseitigen. In Deutschland ist in den neuen Bundesländern die demografische Entwicklung der ausschlaggebende Faktor für einen Stadtumbau. In den westlichen Bundesländern gab es, wie in Bremen–Osterholz – Tenever, den Abriss zunächst aus sozialen Gründen. Auch hier wird in einigen Regionen der Bevölkerungsrückgang an Bedeutung für den sogenannten Rückbau zunehmen.
Der Abriss vormals gewerblich genutzter Flächen wird durchgeführt, um brachliegende Liegenschaften einer neuen Nutzung zuzuführen. Durch die Umnutzung bereits bebauter Areale werden städtebauliche Zusammenhänge erhalten oder wiedergewonnen und die Versiegelung unbebauter Flächen vermieden.
Laut Medienangaben fallen jährlich mehr als 220 Millionen Tonnen Bauabfälle an, mehr als die Hälfte der Abfälle in Deutschland. Einer Studie des Wuppertal Instituts für Klima, Umwelt, Energie aus dem Jahr 2022 zufolge ist der Kostenvergleich von Neubau und Sanierung zugunsten des Neubaus verzerrt, weil der Neubau stärker gefördert werde und Neubaus und die ökologischen Kosten des Abrisses externalisiert würden.
Ein Bündnis aus Architektur-, Kultur- und Umweltverbänden hat sich für den Erhalt, Umbau oder Umnutzung bestehender Gebäude ausgesprochen und in diesem Zusammenhang den Abriss-Atlas veröffentlicht, der in der Gesamtschau „das vermeintlich alternativlose Abrissgeschehen anprangern und ein Bewusstsein für vernichtete Werte schaffen“ soll.

## Teilabriss
Wird ein genehmigter vollständiger Abriss eines Baukörpers nur teilweise ausgeführt und soll dann der verbleibende Rest wieder einer dauerhaften Nutzung zugeführt werden, so ist der Teilabriss wie ein neu zu errichtendes Gebäude nach § 29 Abs. 1 BauGB zu beantragen.

## Historische Abrissmethoden
Bevor man zur Beseitigung von Gebäuden auf schwere Baumaschinen zurückgreifen konnte, wurden Bauwerke in der Regel durch menschliche Muskelkraft mit Hammer oder Spitzhacke abgebrochen. Bereits im Mittelalter wurden nicht mehr benötigte Gebäude teilweise auch durch absichtlich gelegtes Feuer zerstört, was bei unvorsichtiger Vorgehensweise oft größere Brände als geplant hervorrief. Auch das Einreißen von Wänden vermittels Ziehen durch angelegte Taue, gegebenenfalls in Kombination mit Winden war eine bereits früh angewandte Methode.
Grundsätzlich versuchte man jedoch in der Vergangenheit, möglichst viel alte Bausubstanz in einen Neubau einzubeziehen. So konnte die Abrissarbeit erspart werden. Wurde dennoch abgebrochen, so war die Wiederverwendung des alten Baumaterials und daher seine sorgfältige Bergung üblich. Da heute durch den Einsatz von Maschinen Abrissarbeiten einfacher, schneller und billiger geworden sind, wird vielfach der Abriss und Neubau einer aufwendigen Sanierung eines Gebäudes vorgezogen; auch sprechen heutige Bauvorschriften häufig gegen die Beibehaltung alter Bausubstanz, da sie diesen nicht entspricht. Dies ist insbesondere für die Denkmalpflege ein Problem.
Das Abreißen von Gebäuden war eine Methode zur Verhinderung der Brandausbreitung in Ortschaften. Anfang des 19. Jahrhunderts wurden baupolizeilichen Verordnungen hinsichtlich zur Brandverhütung in Textform erlassen. Beispielsweise erließ die herzoglich-nassauische Regierung im November 1826 eine solche Verordnung für ihr Herrschaftsgebiet. Beim Brand selbst hatte der Ortsschultheiß „die Anordnung nach der Lage der Umstände zu ertheilen. Denselben wird insbesondere empfohlen, gegen das weitere Verbreiten des Feuers die geeigneten Sicherungsmittel anzuwenden, daher vom Feuer ergriffene leichte und kleine Gebäude, sogleich niederzulegen, und die benachbarten der Entzündung zunächst ausgesetzten Gebäude stets naß zu halten, auch bei anscheinend überhand nehmender Macht des Feuers, dieses durch Abreissen anstoßender Gebäude abzusondern.“

## Beispiele

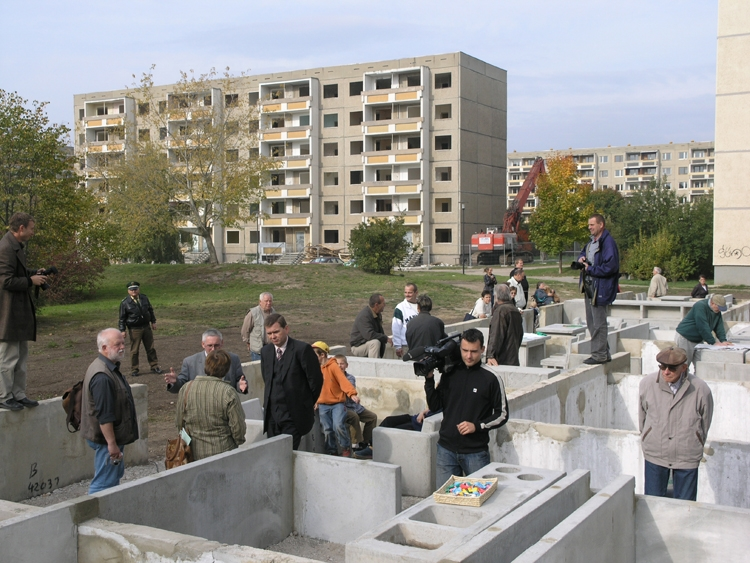
Wohnungsrückbau in Halle-Silberhöhe, Kunstprojekt GRABUNGSSTAEDTE von Dagmar Schmidt
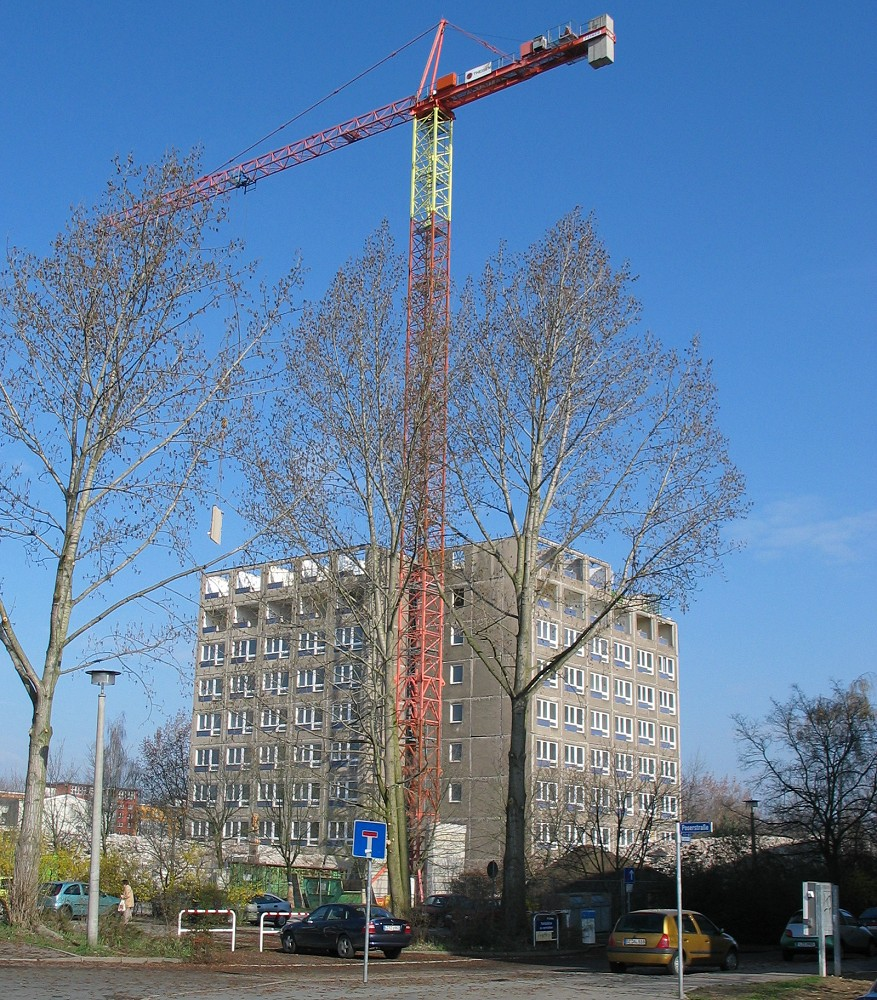
Wohnungsrückbau in Schönefeld (Leipzig)
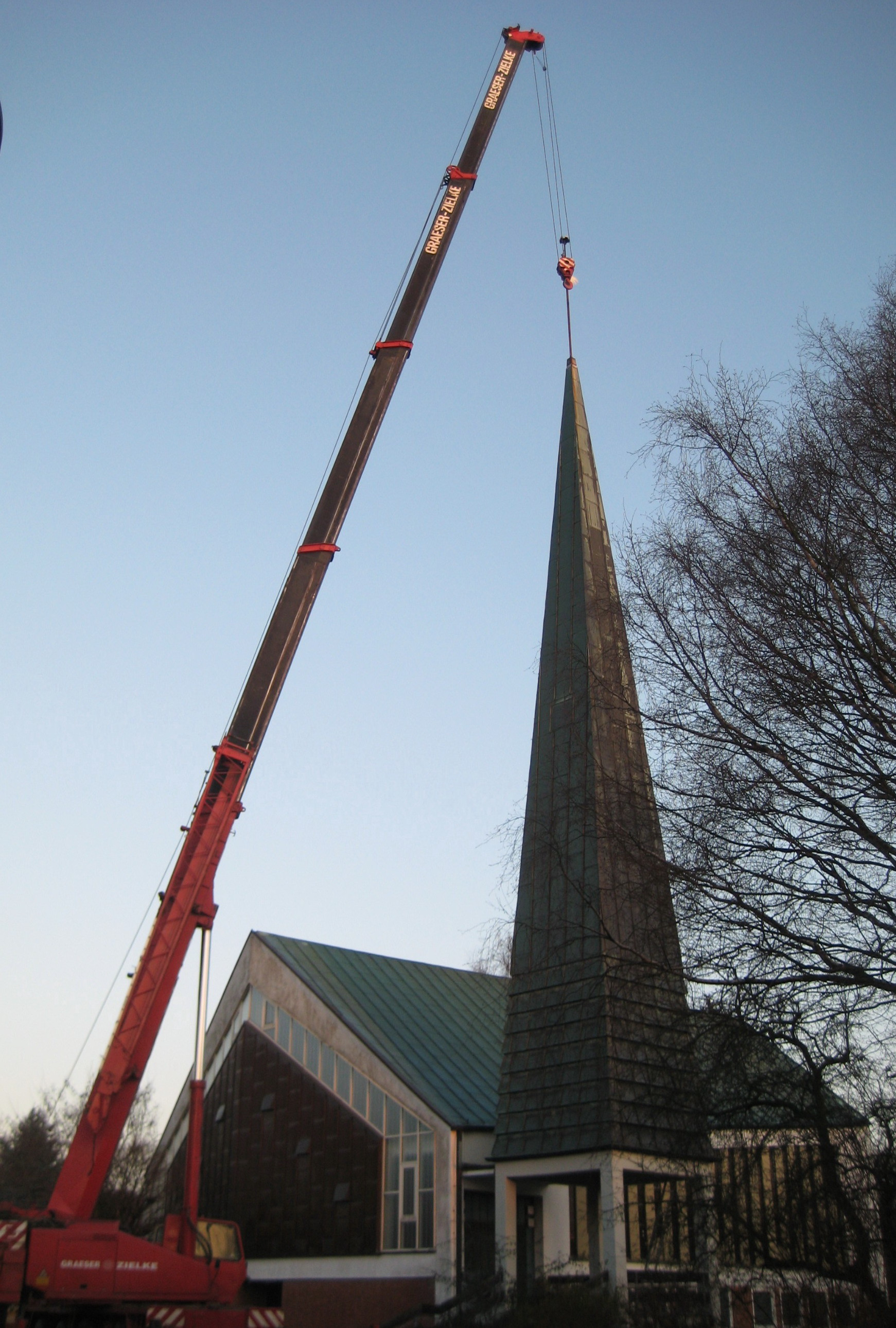
Abriss des Turms der entwidmeten Kirche St. Lazarus in Lübeck
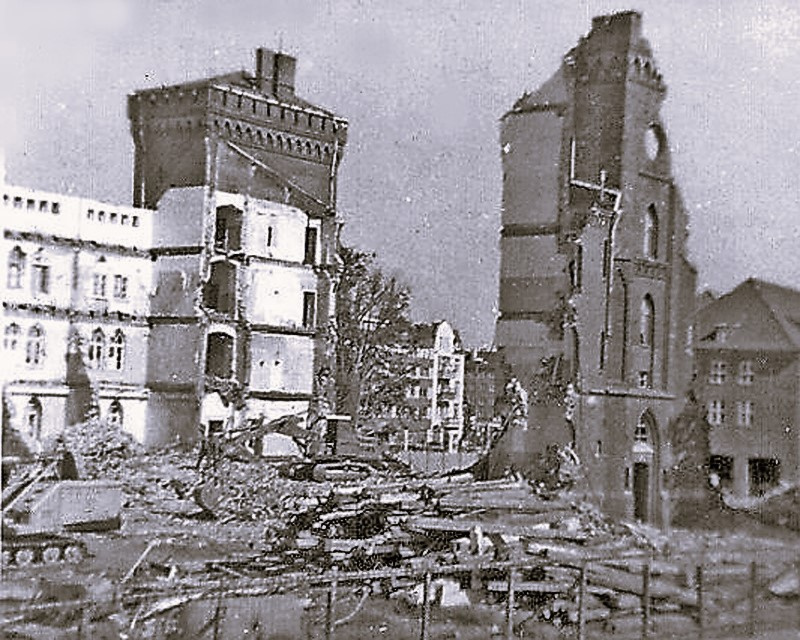
Abriss der Alten Kaserne in Lübeck, 1976
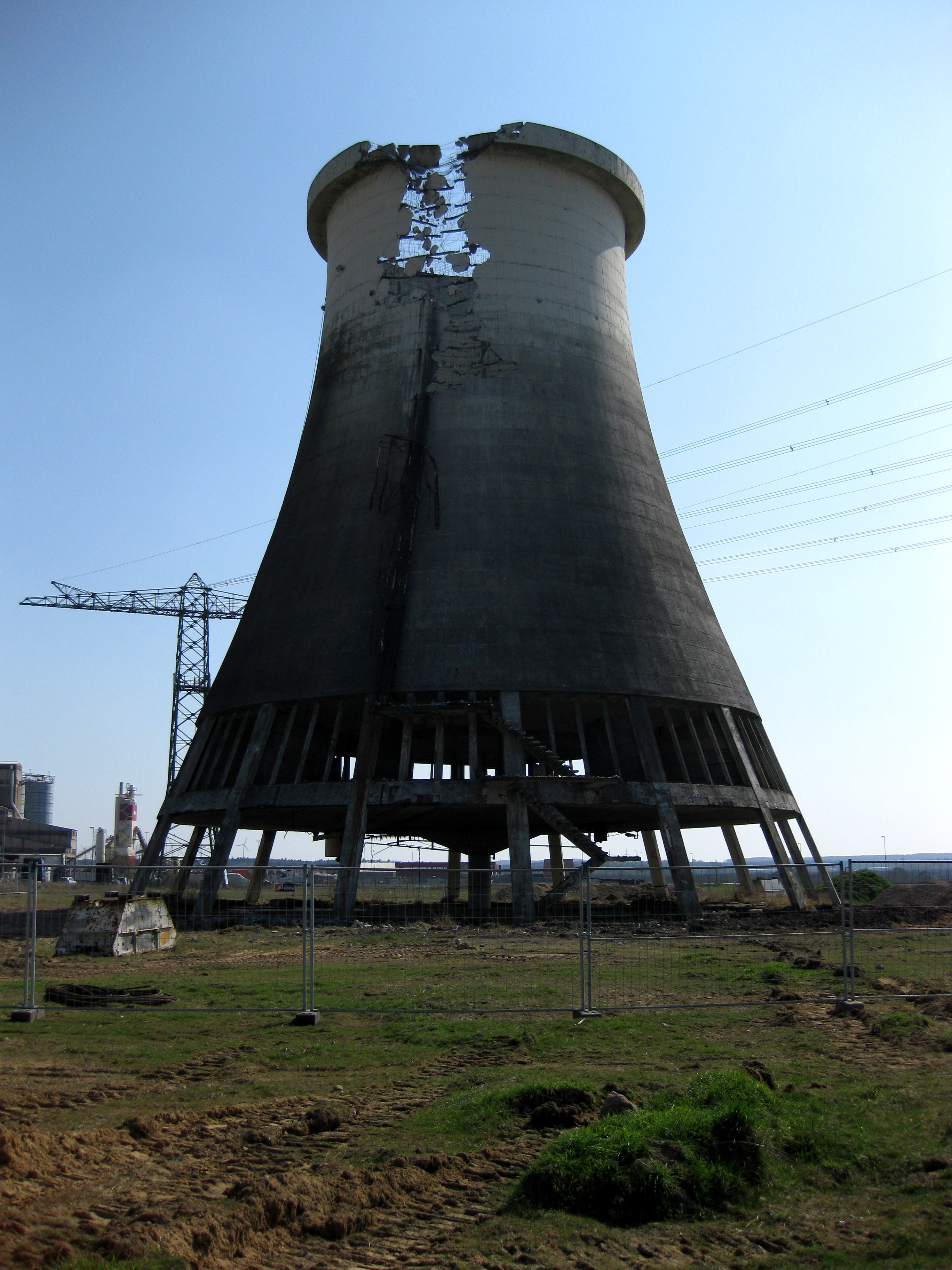
Beginn des Kühlturmabbruchs des ehemaligen Hochofenwerks Lübeck
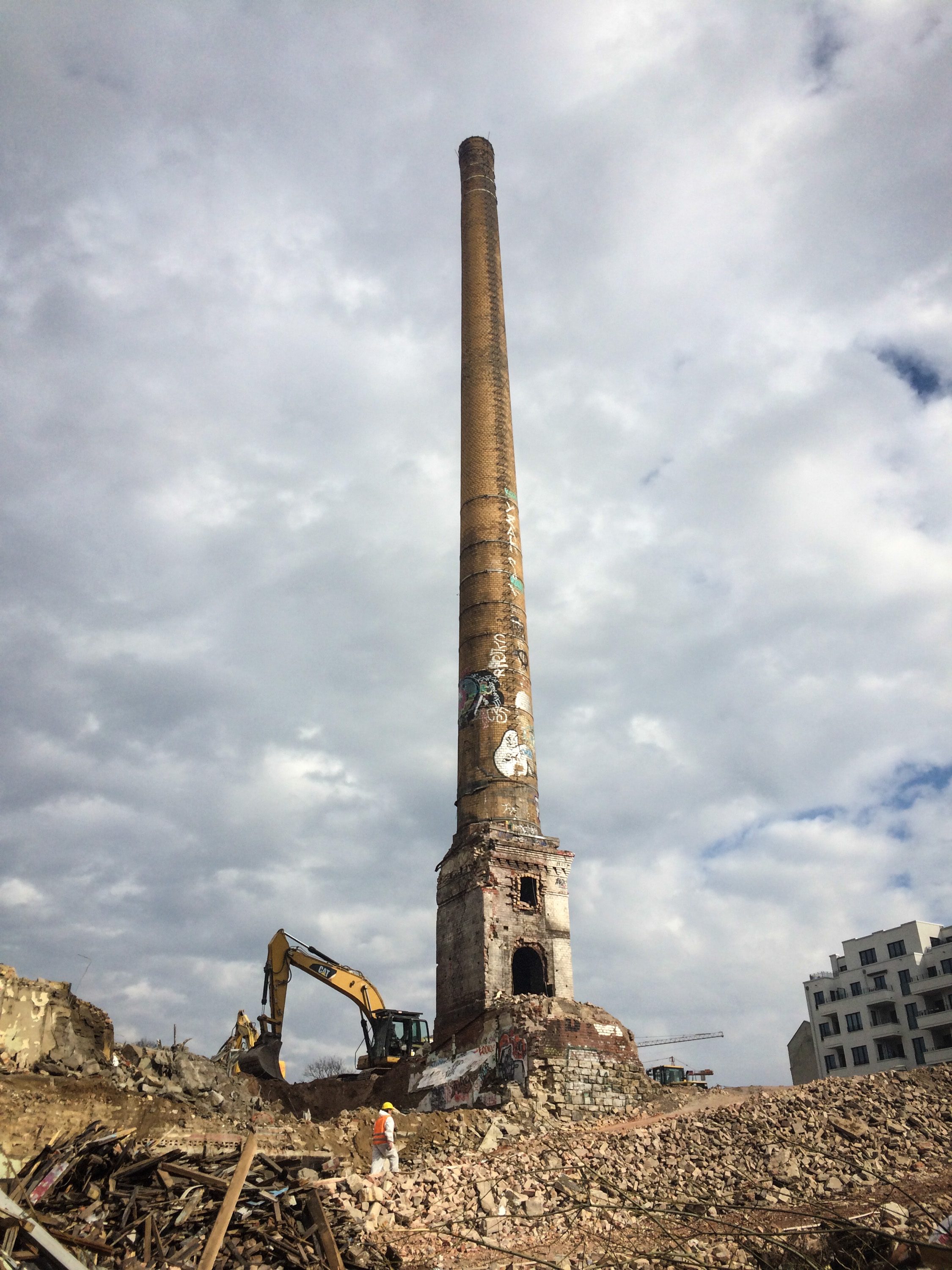
Abriss des Böhmischen Brauhauses in Berlin, 2015
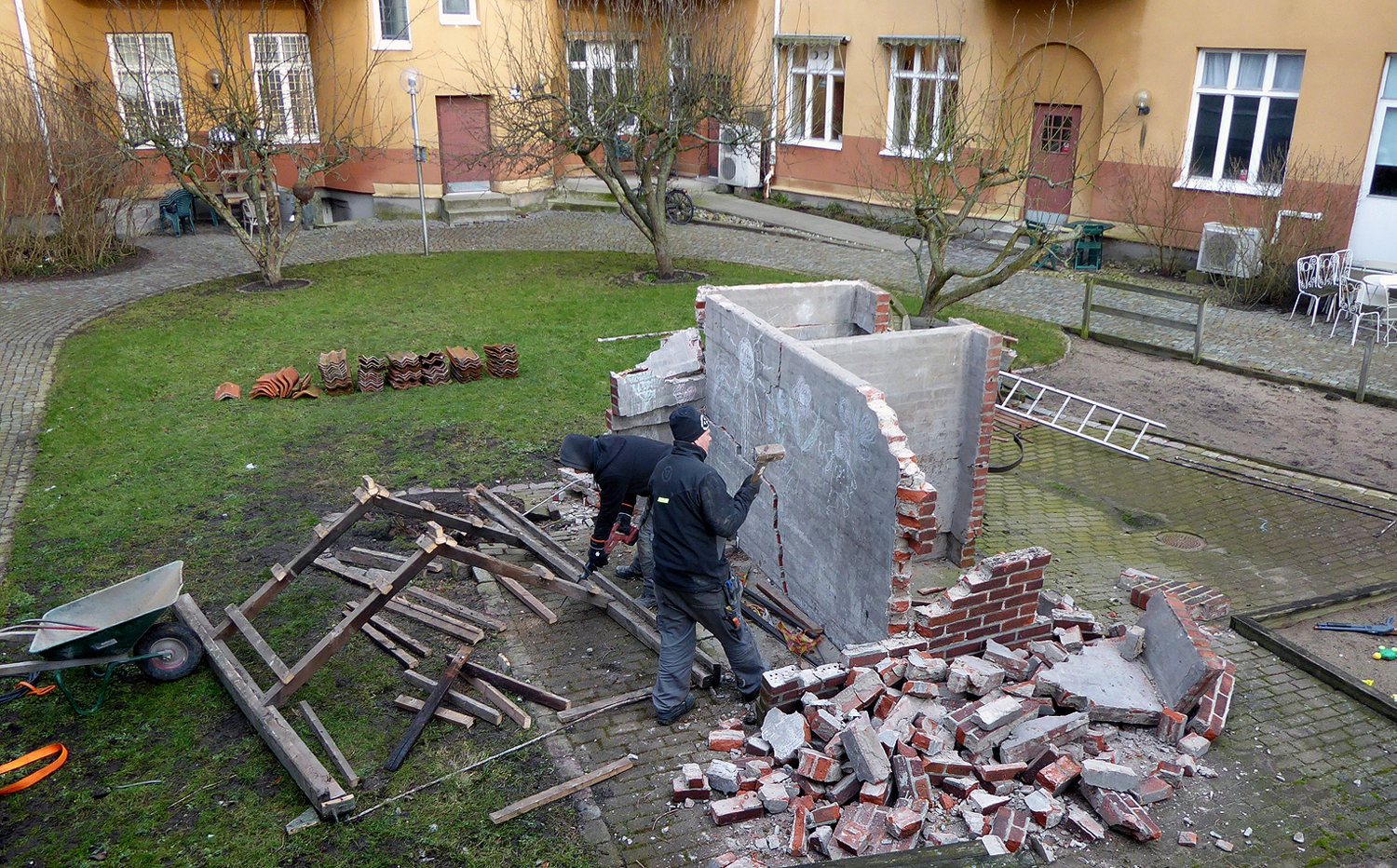
Manueller Abriss eines kleinen Bauernhauses im Zentrum von Ystad, 2018
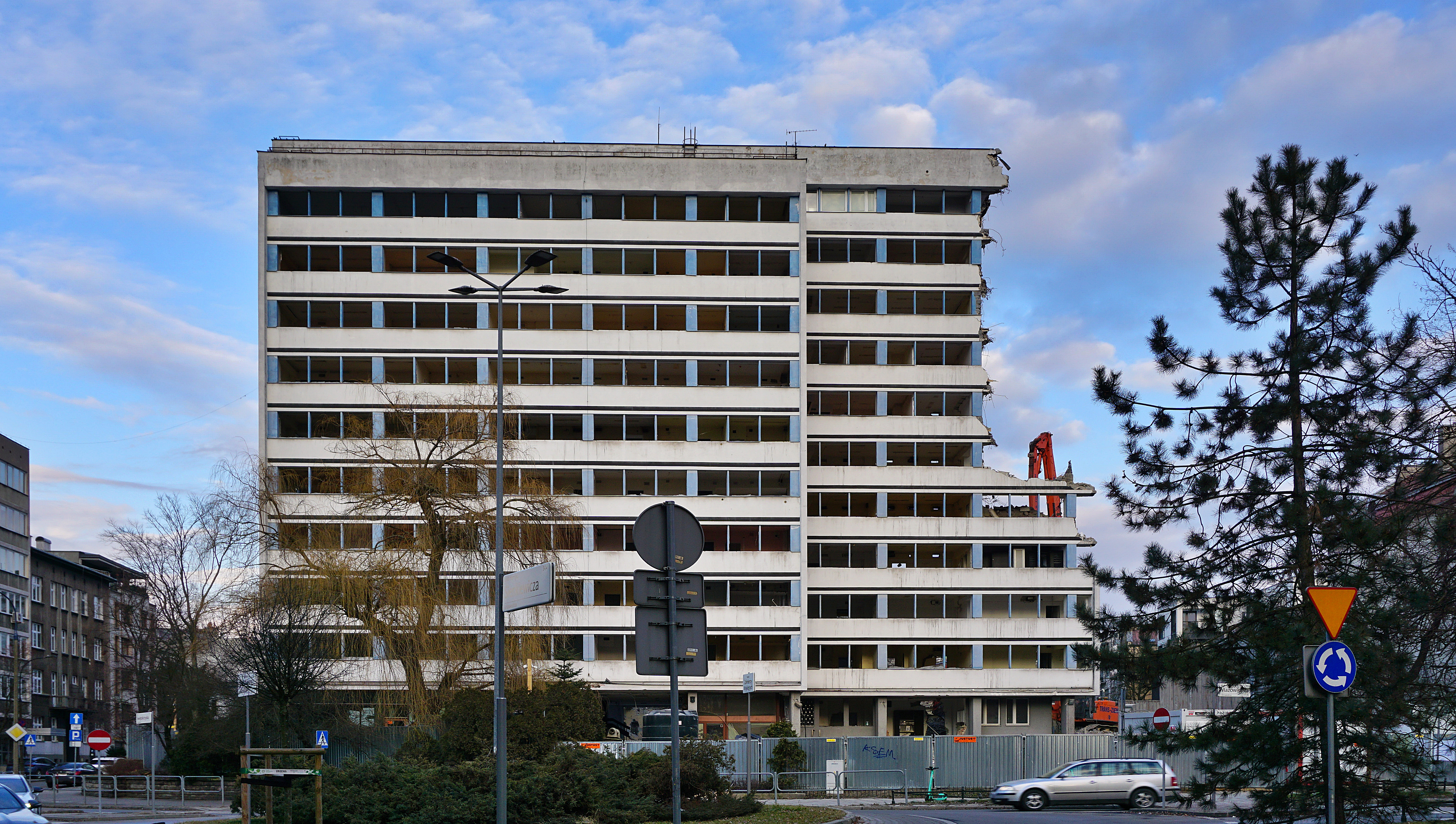
Abriss des Hochhauses in Krakau in der Mazowiecka-Straße 21